# Judith Grossman
Judith Grossman Telles (Campos, RJ, 4 de julho de 1931 - Rio de Janeiro, 3 de janeiro de 2015) foi uma escritora brasileira, ficcionista, poeta, ensaísta e professora  emérita da Universidade Federal da Bahia (UFBA).

## Biografia
Filha de imigrantes russos (Joseph Grossmann e Etel Grossmann), nasceu na cidade de Campos, RJ, em 4 de julho de 1931. Estudou no Externato Calomeni e no Liceu de Humanidades de Campos. Graduou-se em Letras pela antiga Faculdade de Filosofia da Universidade do Brasil, atual UFRJ (licenciatura em 1953 e em bacharelado em 1954). Em 1963-64 completou a pós-graduação em Letras pela Universidade de Chicago (EUA). 
Iniciou suas atividades literárias no Rio de Janeiro, em 1957, no Suplemento Dominical do Jornal do Brasil. Em 1966, com 35 anos de idade, deixa o Rio de Janeiro para morar em Salvador, Bahia, traçando um percurso inverso ao de tantas pessoas e personagens que se dirigem do Nordeste ao Sudeste do Brasil em busca de realização de sonhos diversos. Sua trajetória em direção a Salvador se dá "na expectativa de fundar alguma coisa". Nesse mesmo ano, ingressou como professora de Teoria da Literatura no  Instituto de Letras da Universidade Federal da Bahia (onde se tornou professora titular) e passou a criar oficinas de Criação Literária, sendo pioneira nesse tipo de atividade no Brasil. O auto-exílio da família e amigos permitiu-lhe construir sua própria marca e movimentar o cenário local. Suas oficinas seriam posteriormente transformadas na disciplina Criação Literária como parte do currículo do curso de Letras da UFBA. Com a participação de alguns professores, contribuiu para a criação do curso de pós-graduação em Letras na UFBA. 
Essa nova vida em terras estranhas marca a presença da diferença na sua vida e no seu texto através das fantasias de uma vida dividida entre o exótico e o segredado. Através da ficção, "rabiscaria os liames de sua genealogia à inventividade de um sujeito que se pretende biografável."  Sua passagem pela Ufba foi marcante e deixou um grande legado, testemunhado nos livros O périplo de Judith Grossman (2011), de sua ex-aluna e colega Lígia Teles e Visitações à obra de Judith Grossman, de Evelina Hoisel e Lígia Telles (2014). Sua obra tem sido estudada nos cursos de graduação e pós-graduação em Letras da UFBA e de várias outras instituições de ensino.
Judith Grossmann está presente em numerosas publicações, periódicos e antologias nacionais e internacionais. Teve uma continuada participação no “Suplemento Dominical” do Jornal do Brasil (de 1957 ao último número, em dezembro de 1961). Assinou a seleção e o prefácio de Melhores Contos Herberto Sales pela Global Editora e integrou o Roteiro da Poesia Brasileira – Anos 50 (seleção e prefácio de André Seffrin). Possui 10 livros de ficção e um de Teoria da Literatura, tendo recebido prêmios literários importantes por três deles. Além de sua obra abaixo elencada, deixou uma série de livros inéditos: Temas de Teoria da Literatura II, Clarior Romance, Crimes do Cotidiano Romance, O Jovem Patriarca Romance, Obra Erótica Romance, Os Anos Sessenta de uma Garota de Ipanema (novela). Os dois primeiros livros estão depositados na Fundação Casa de Ruy Barbosa. Possui ainda muitos contos e poemas em antologias e suplementos literários, no Brasil e no exterior.  
Faleceu no Rio de Janeiro no dia 3 de janeiro de 2015. O 2o. Festival Doces Palavras de Campos prestou homenagens a ela em 2017.

## Prêmios
- Prêmio Brasília de Ficção pelo livro A noite estrelada (1976)
- Prêmio Ficção da Associação Paulista de Críticos de Arte/APCA por Cantos delituosos (1985)
- Prêmio Copene de Cultura e Arte por Vária navegação: mostra de poesia (1996)
- Bolsa Vitae de Literatura (1993) que resultou na escrita de Nascida no Brasil: Romance (1998)

## Obras
- São José (1959)
- Linhagens de rocinante: 35 poemas (1959)
- O meio da pedra: nonas histórias genéticas (1970)
- A noite estrelada: estórias do ínterim (1976)
- Outros trópicos: romance (1980)
- Temas de Teoria da Literatura (1982)
- Cantos delituosos (1985)
- Meu amigo Marcel Proust: Romance (1995)
- Vária navegação: mostra de poesia (1996)
- Nascida no Brasil: Romance (1998)
- Fausto Mefisto: Romance (1999)
- Pátria de histórias: contos escolhidos (2000)
- Todos os filhos da ditadura (2011)

### Sobre a autora
- O périplo de Judith Grossmann, de Lígia Telles (2011)
- Visitações à obra de Judith Grossman, de Evelina Hoisel e Lígia Telles (2014)